# 에도아르도 발레리니

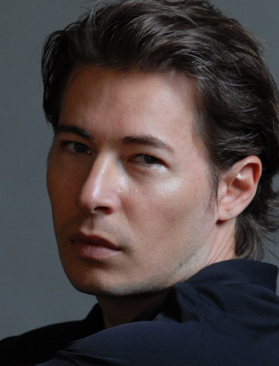

에도아르도 발레리니(Edoardo Ballerini, 1970년 3월 20일 ~ )는 미국의 배우, 영화 감독, 각본가, 무대 연출가이다.
로스앤젤레스에서 태어났다.

## 출연 작품
- 퍼스트 위 테이크 브루클린 (2018년)
- 디 언어테인어블 스토리 (2017년)
- 옴파로스 (2016년)
- 쿼리 (2016년) - 칼 역
- 밀그램 프로젝트 (2015년) - 폴 홀랜더 역
- 런 (2013년) - 루크 역
- 노 갓, 노 마스터 (2012년)
- 헬벤더스: 최후의 성전 (2011년) - 애서턴 신부 역
- 라스트 더 맥스 (2010년) - 살바토레 역
- 라이프 이즈 핫 인 크랙타운 (2009년)
- 더 콜러 (2008년)
- 프로텍트 앤 서브 (2007년)
- 엘 코테즈 (2006년)
- 어 이어 앤 어 데이 (2005년)
- 프리저번 (2005년)
- 드로닝 레슨 (2002년)
- 베레타 357 (2002년) - 올리버 역
- Dinner Rush (2000)
- 로미오 머스트 다이 (2000년) - 빈센트 로스 역
- 슈츠 (1999년)
- Looking for an Echo (2000)
- 디스코의 마지막 날 (1998년) - 빅터 역
- 머니 킹 (1998년)
- 백색지대 2 (1998년)
- 수우 (1997년)
- 에이스 가이 (1997년)
- 나는 앤디 워홀을 쏘았다 (1996년)
- 졸업 (1996년)

### 텔레비전
- 보드워크 엠파이어 (2009년)
- 터미네이터 시리즈 - 사라 코너 연대기 (2008년)